# يوري موراليس
يوري موراليس (بالإنجليزية: Yuri Morales)‏ (30 سبتمبر 1981 في بورتوريكو - ) هو لاعب كرة قدم أمريكي في مركز الهجوم. لعب مع نادي فيبورج وCalifornia Victory ‏ وPuerto Rico Islanders ‏ وPortland Timbers (2001–2010) ‏ وØlstykke FC ‏ ونادي آرتسول ومنتخب الولايات المتحدة الوطني لكرة القدم الشاطئية.

## وصلات خارجية
- يوري موراليس على موقع قاعدة بيانات كرة القدم.إي يو (الإنجليزية)